# Illa Manitoulin
L'illa Manitoulin és una illa dins un llac que es troba al Canadà, en el Llac Huron a Ontario. És l'illa més gran del món situada en un llac d'aigua dolça.
Aquesta illa té una superfície de 2.766 km². Separa la major part del Llac Huron de la Badia Georgian i del Canal Nord d'Ontario. La mateixa illa Manitoulin té 108 llacs d'aigua dolça i alguns d'ells tenen la seva pròpia illa. El llac Manitou (d'uns 104 km² - 40.5 sq. mi.) és el llac més gran del món dins una illa d'aigua dolça,
Aquesta illa té quatre rius principals. Hi ha dues poblacions incorporades: Northeastern Manitoulin and the Islands i Gore Bay). La població de residents permanents total és de 12.600 persones, el 39% són aborígens.
Manitoulin significa Terra de l'esperit en Anishinaabemowin (l'idioma Ojibwe). Aquesta illa era considerada sagrada pels natius Anishinaabe que es considera que pertanyen al grup del Ojibwe.